# Kászon (keresztnév)
A Kászon erdélyi helynévből keletkezett férfinév. Az alapszó szláv eredetű, jelentése: savanyú (patak).

## Gyakorisága
Az 1990-es években szórványos név, a 2000-es években nem szerepel a 100 leggyakoribb férfinév között.

## Névnapok
- április 24.[2]
- augusztus 13.[2]